# Rodriguinho
Rodriguinho, właśc. Rodrigo Batista da Cruz (ur. 2 lutego 1983 w Santosie) – piłkarz brazylijski, występujący na pozycji napastnika.

## Kariera klubowa
Karierę piłkarską Rodriguinho rozpoczął w klubie São Vicente AC w 2002. Cztery lata później trafił do pierwszoligowego EC Santo André. W lidze brazylijskiej zadebiutował 16 kwietnia 2006 w wygranym 2-1 meczu z Cruzeiro EC. W latach 2007–2008 występował w klubach z lig stanowych Ituano Itu czy Rio Branco FC.
W 2009 ponownie został zawodnikiem Santo André, z którym spadł do Serie B. W 2010 został zawodnikiem Fluminense FC. W barwach Flu zadebiutował 15 maja 2010 w wygranym 1-0 meczu z Atlético Goianiense. Z Fluminense zdobył  mistrzostwo Brazylii w 2010. Rodriguinho w mistrzowskim sezonie rozegrał we Flu 30 meczów, w których zdobył 5 bramek. Latem 2011 został wypożyczony do Athletico Paranaense, z którym spadł do Serie B.
Na początku 2012 został po raz kolejny wypożyczony, tym razem do beniaminka Serie A - Portuguesy São Paulo. W Portuguesie zadebiutował 21 stycznia 2012 w przegranym 0-2 meczu ligi stanowej z Paulistą Jundiaí. Z Portuguesą niespodziewanie spadł do drugiej ligi stanowej w kwietniu 2012.